# 나인뮤지스; 그녀들의 서바이벌
《나인뮤지스; 그녀들의 서바이벌》(영어: Nine Muses Of Star Empire)은 대한민국의 다큐멘터리 영화이다. 2014년 9월 25일 대한민국에서 개봉하였다.

## 출연

### 주연
- 나인뮤지스

## 평가
2013년 벤쿠버 국제영화제, 암스테르담 국제 다큐멘터리 영화제에 공식 경쟁부문 초청작으로 선정되었다. 또한 같은 해 상하이 국제영화제와 DMZ국제다큐영화제의 비경쟁부문 초청작으로 선정되었다. 미국의 음악 잡지 빌보드는 "K-POP을 혐오하는 음악팬들의 패러다임을 바꿔놓을 경이로운 다큐멘터리"이라고 평가하였다.